# Giralda (yates)
Giralda es el nombre que recibieron varios yates del rey Alfonso XIII de España. 
Los primeros cinco yates a vela denominados "Giralda" fueron de la clase 7 metros, mientras que el último, el sexto, fue un 8.50 de la fórmula francesa.   
El primer "Giralda" se construyó en los astilleros Karrpard de Pasajes (Guipúzcoa) en 1910, y fue vendido al año siguiente al armador Vicente Puchol, del Real Club Náutico de Valencia. El "Giralda II", construido en Astilleros del Nervión en 1911, fue el más exitoso de la serie, consiguiendo vencer en numerosas regatas, incluida la Copa Gitana, y la Copa del Rey de 1912. Llevaba como número de vela K1.
Los "Giralda III", "Giralda IV" y "Giralda V" también fueron construidos en Astilleros del Nervión. El "Giralda III" fue botado en 1913, y tenía como número de vela K0. Alfonso XIII navegó en ellos hasta 1920, cuando vendió el "Giralda V" a Eusebio Bertrand Serra, del Real Club Marítimo de Barcelona.
El "Giralda VI" ya no fue un 7 metros, puesto que Alfonso XIII se empezaba a decantar por la nueva flota de 8 metros, cuyos yates denominaría Hispania. Era un 8.50 de la fórmula francesa.     